# Isaac Cruz
Isaac Cruz est un boxeur mexicain né le 23 mai 1998 à Mexico.

## Carrière
Passé professionnel en 2015, il devient champion du monde des poids super-légers WBA le 30 mars 2024 après sa victoire par arrêt de l’arbitre à la 8e reprise contre Rolando Romero puis perd dès le combat suivant contre José Valenzuela par décision partagée des juges le 3 août 2024.